# Komisija za vrijednosnice i burzu
Komisija za vrijednosnice i burzu Sjedinjenih Američkih Država (eng. SEC, punim imenom U.S. Securities and Exchange Commission), glavno je nadzorno i regulatorno tijelo financijske industrije u SAD. Državna je ustanova. Nadzire, regulira i određuje politiku trgovanja dionicama javno kotiranih kompanija i inim vrijednosnicama u SAD-u. Osnovana je 1934. godine. Sjedište joj je u glavnom gradu SAD Washingtonu. Prati djelovanje izdavatelja i kupaca vrijednosnica te trgovaca vrijednosnicama.